# Aeroclube (João Pessoa)
Aeroclube é um bairro nobre da Zona Leste do município de João Pessoa, capital do estado da Paraíba.
Limita-se com o bairro de Manaíra ao sul pela Avenida Flávio Ribeiro Coutinho (popularmente, Retão de Manaíra), a leste com o bairro Jardim Oceania, ao norte com o bairro do Bessa, ao oeste com o município de Cabedelo, pelo afluente do Rio Jaguaribe que é a divisão natural. Dos 3 bairros surgidos da fragmentação do Bessa é o único que não herdou nem o nome e nem o território costeiro principal do mesmo. O Bessa atual é apenas o além-pontal na outra enseada com urbanização divergente da outra parte que lembra mais uma praia particular.
Apesar de ainda amplamente considerado, o antigo bairro do Bessa foi constituído dos atuais bairros Jardim Oceania, Aeroclube e o homônimo Bessa.